# Burgfestspiele Bad Vilbel
Die Burgfestspiele Bad Vilbel finden seit 1987 jährlich von Anfang Mai bis Anfang September in der historischen Wasserburg von Bad Vilbel statt. Mit über 100.000 Besuchern pro Spielzeit und 230 Veranstaltungen von Mai bis September gehören die Burgfestspiele zu den zuschauerstärksten Festspielen in Hessen. Von anfänglich einer Schauspielinszenierung pro Saison haben sich die Burgfestspiele inzwischen zu einem Dreispartenbetrieb mit Schauspiel, Musiktheater sowie Kinder- und Jugendtheater entwickelt. Ergänzt wird das vielgestaltige Theaterprogramm durch Gastspiele renommierter internationaler Künstler, die sowohl abends als auch sonntags um 12 Uhr stattfinden.

Seit 2000 gehören die Burgfestspiele Bad Vilbel zur Arbeitsgemeinschaft der "Zehn deutsche Festspielorte", einem Zusammenschluss von professionellen Freilichtbühnen.

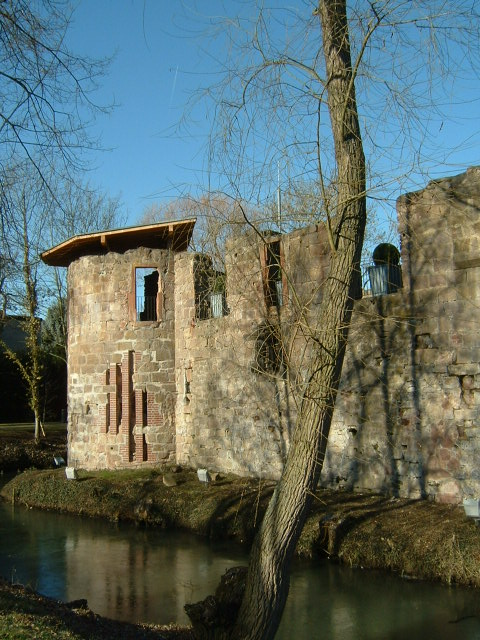
Burgkulisse von außen

## Die Spielstätte

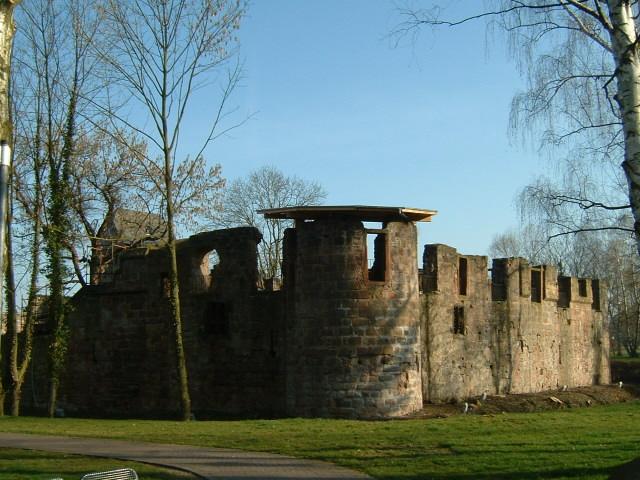
Wasserburg Bad Vilbel

Die Burgfestspiele finden jedes Jahr in den Mauern einer alten Wasserburg, gelegen im nördlichen Teil des Bad Vilbeler Kurparks, statt. Diese Wasserburg war einst Wohnsitz der Ritter von Vilbel, von 1581 bis 1796 diente sie als Amtssitz der kurmainzischen Verwaltung. Ihre ältesten Bauteile stammen aus dem 12. Jahrhundert. Nach ihrer Zerstörung im Jahre 1399 wurde sie erneut und vergrößert wiederaufgebaut; seit der zweiten Zerstörung im Jahre 1796 ist sie Ruine geblieben. Bemerkenswert sind der umgebende Wassergraben, das Tor mit Wappenschild, ein barocker Brunnen im Hof und der große Palas über einem langen tiefen Keller, dem heutigen Theaterkeller mit etwa 90 Plätzen. Im Burghof mit zum Großteil überdachten Tribünen stehen während der Burgfestspiele pro Aufführung etwa 730 Zuschauerplätze zur Verfügung.

## Geschichte der Burgfestspiele
1986 wurde die Idee entwickelt, in der Ruine der Bad Vilbeler Wasserburg ein Freilichttheater zu eröffnen. Initiatoren waren Bodo Preck, der spätere Intendant der Burgfestspiele, und Bürgermeister Günther Biwer.
Im Sommer 1987 fanden dann die ersten Bad Vilbeler Burgfestspiele statt. Auf dem Spielplan stand Dario Niccodemis Komödie „Scampolo“ mit Barbara Kratz in der Hauptrolle sowie Klaus Dahlen, Sonya Martin und anderen. Aufgrund der guten Resonanz wurde beschlossen, die Festspiele in Bad Vilbel zur regelmäßigen Einrichtung werden zu lassen. In den Jahren 1988 und 1989 blieb es bei nur einer Eigenproduktion auf dem Spielplan. 1990 wurde dann das Angebot um einige Veranstaltungen erweitert: Erstmals wurde Theater für Kinder gezeigt, an fünf Sonntagen fanden literarische Matineen statt, und zum ersten Mal war ein anderes Ensemble zu Gast, die Schlossfestspiele Ettlingen. Ebenfalls 1990 übernahm Klaus Havenstein die Intendanz der Burgfestspiele. Zum fünfjährigen Bestehen der Burgfestspiele wurden 1991 zwei Eigenproduktionen in den Spielplan aufgenommen, zudem wurde auch das Gastspielangebot ausgebaut.
1993 übernahm Jörg Reichlin für die folgenden sechs Spielzeiten die künstlerische Leitung der Burgfestspiele. Mit Shakespeares „Ende gut, alles gut“ wurden 1994 in Neuwied und Bad Pyrmont erste Gastspielerfahrungen gesammelt. Seit 1995 wird auch der Burgkeller für Vorstellungen genutzt. Der Fachbereich Kultur der Stadt Bad Vilbel, das von Anfang an die Burgfestspiele organisatorisch betreute, hat seit 1999 mit Kulturamtsleiter Claus Kunzmann auch die Künstlerische Leitung inne. Das Spielzeitprogramm wurde in der Saison 2000 um jeweils eine Produktion auf der Hauptbühne und im Theaterkeller erweitert. Seit dieser Zeit wuchsen das Vorstellungsangebot und die Zuschauerzahlen kontinuierlich an.
Die Burgfestspiele können mit inzwischen zehn Inszenierungen pro Saison einen Anstieg der Besucherzahlen von anfangs ca. 5000 bis, konstant in den letzten Jahren, über 100.000 verbuchen.

## Das Festspielgelände

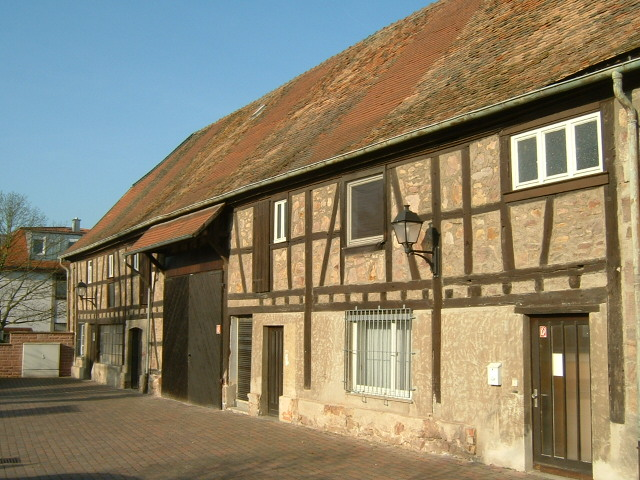
Sitz der Werkstätten: Zehntscheune

Seit 1993 wird die Zehntscheune, ein historischer Fachwerkbau, für die Burgfestspiele genutzt. In ihr befinden sich die Werkstätten (Schreinerei, Schneiderei und Elektrowerkstatt). Aufgrund der positiven Entwicklung der Burgfestspiele hat die Stadt Bad Vilbel mit erheblichen finanziellen Mitteln den Platz zwischen der Burg – dem Spielort – und der Zehntscheune neu gestaltet und ausgebaut. Somit sind die beiden Gebäude harmonisch miteinander verbunden und im historischen Ambiente ist ein eigenes Festspielgelände geschaffen worden.
Seit 2016 ist das historische Stadthaus Bad Vilbel – ebenfalls Teil des Festspielgeländes – Hauptsitz der Leitung und der Verwaltung der Burgfestspiele. Die Programmgestaltung und -durchführung sowie sämtliche Verwaltungsaufgaben der Burgfestspiele werden vom Fachbereich Kultur der Stadt ausgeführt.

## Der Spielplan
Der Spielplan wurde, einhergehend mit der Erweiterung der Bühne sowie des kompletten Festspielgeländes, der Arbeitsräume und des Freilichtfoyers, stets weiter ausgebaut.
Gespielt werden sowohl Klassiker als auch neue und moderne Stücke. Fester Bestandteil der Schauspielproduktionen sind zudem die Bühnenwerke William Shakespeares. Mit der Aufführung von Andrew Lloyd Webers Evita 2003 gehören neben Sprechtheater fortan auch Musicals zum Standardrepertoire der Festspiele, seit 2011 mit „Die Zauberflöte für Kinder“ auch die Oper.
2011 wurde außerdem als neuer Schwerpunkt das Theater für Kinder und Familien ausgebaut und durch theaterpädagogische Aktivitäten fortwährend weiterentwickelt.